# Phyllodytes punctatus
Phyllodytes punctatus és una espècie de granota endèmica del Brasil.
Viu als boscos tropicals i subtropicals humits.